# Limosina rufa
Limosina rufa är en tvåvingeart som beskrevs av Oswald Duda 1925. Limosina rufa ingår i släktet Limosina och familjen hoppflugor.
Artens utbredningsområde är Taiwan. Inga underarter finns listade i Catalogue of Life.